# Chamaedorea tuerckheimii
Chamaedorea tuerckheimii (Dammer) Burret è una pianta appartenente alla famiglia delle Arecacee (sottofamiglia Arecoideae, tribù Chamaedoreeae).

## Descrizione
È una palma a fusto unico, alto 30–50 cm, con internodi lunghi 0,5-1,5 cm. Su ogni pianta sono presenti 7-10 foglie intere con margine arrotondato, a volte leggermente bifido, con lamina fogliare obovata. Fiorisce nelle zone d'origine da febbraio a maggio con un'infiorescenza interfoliare. Il frutto è di forma ovoidale, nero.

## Distribuzione e habitat
Originaria del sottobosco della selva mediana subperennifolia, vive allo stato spontaneo in Messico, Guatemala e Honduras.